# Grunzbarsche
Die Grunzbarsche (Terapontidae) sind eine Familie der Sonnenbarschartigen (Centrarchiformes). Die meisten Arten bewohnen die Süß- und Brackgewässer in Australien, Neuguinea, Indonesien und den Philippinen. Einige Arten leben auch als Schwarmfische im Meer.

## Merkmale
Die Fische werden 8,5 bis 54 cm lang. Ihr Körper ist länglich bis oval, seitlich etwas abgeflacht. Auf dem Kiemendeckel befinden sich zwei Stacheln, von denen der untere länger ist. Pflugscharbein und Gaumenbein der meisten Arten tragen keine Zähne. Die Anzahl der Branchiostegalstrahlen liegt bei sechs. Die Seitenlinie erstreckt sich bis auf die Schwanzflosse. Der hart- und der weichstrahlige Teil der Rückenflosse sind durch eine Einbuchtung getrennt. Der weichstrahlige Teil lässt sich in eine von Schuppen gebildete Grube niederlegen. Die Bauchflossen stehen kurz hinter der Brustflossenbasis. Die Schwanzflosse ist eingebuchtet oder abgerundet.
Flossenformel: Dorsale XI–XIV/8–14, Anale III/7–12, Ventrale I/5.
Die Schwimmblase ist transversal (längs zur Körperlängsachse) geteilt. Paarige Muskeln, die außen an der vorderen Kammer der Schwimmblase ansetzen, erstrecken sich zur Rückseite des Schädels. Mit ihrer Hilfe können die Fische Töne erzeugen. Grunzbarsche haben 25 bis 27 Wirbel.

## Systematik
Es gibt etwa 65 beschriebene Arten in 16 Gattungen und in isolierten Flüssen in der australischen Kimberleyregion einige unbeschriebene Arten.
- Amniataba

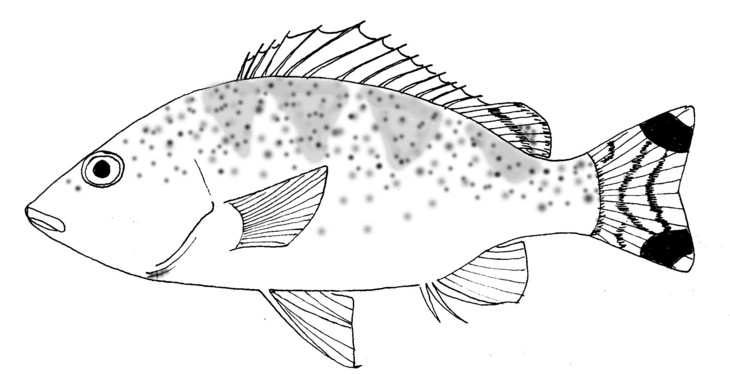
Amniataba caudavittata

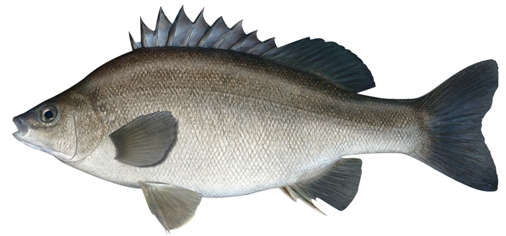
Bidyanus bidyanus

  - Amniataba affinis (Mees & Kailola, 1977).
  - Amniataba caudavittata (Richardson, 1845).
  - Amniataba percoides (Günther, 1864).
  - Amniataba sp. 1, Sale River
  - Amniataba sp. 2, Pentecost River
  - Amniataba sp. 3, Drysdale River
  - Amniataba sp. 4, Fitzroy River
- Bidyanus
  - Bidyanus bidyanus (Mitchell, 1838).
  - Bidyanus welchi (McCulloch & Waite, 1917).
- Hannia
  - Hannia greenwayi Vari, 1978.
  - Hannia wintoni Shelley et al., 2020.[1][3]
- HelotesHelotes sexlineatus

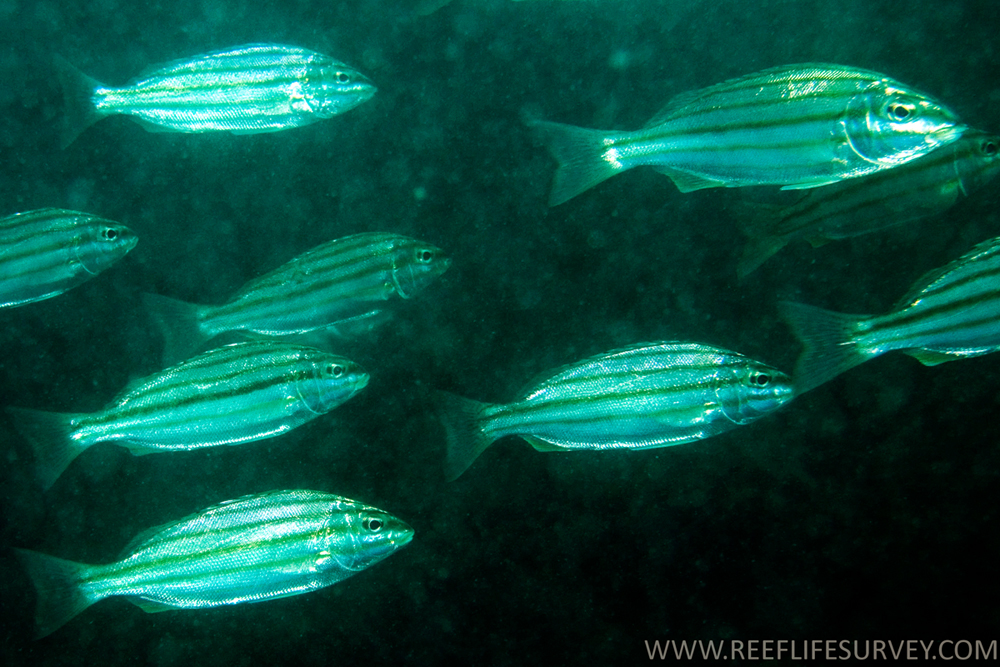
Helotes sexlineatus

  - Helotes sexlineatus (Quoy & Gaimard, 1825).
- HephaestusHephaestus trimaculatus

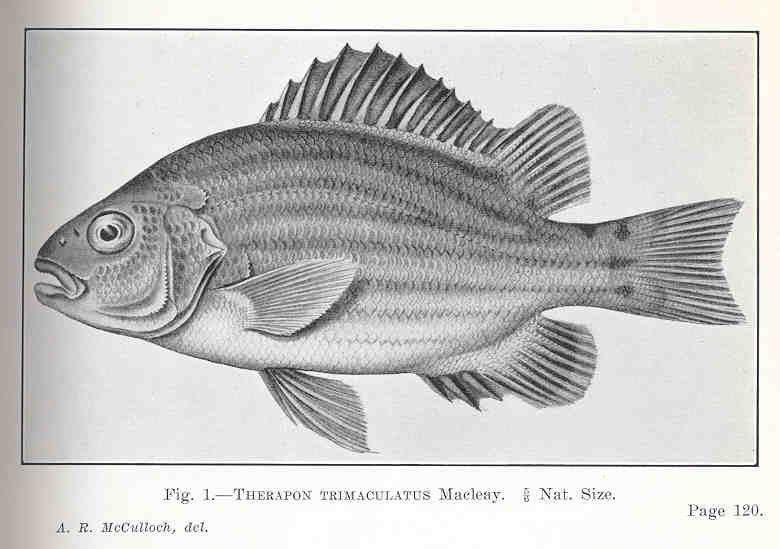
Hephaestus trimaculatus

  - Hephaestus adamsoni (Trewavas, 1940).
  - Hephaestus carbo (Ogilby & McCulloch, 1916).
  - Hephaestus epirrhinos Vari & Hutchins, 1978.
  - Hephaestus fuliginosus (Macleay, 1883).
  - Hephaestus habbemai (Weber, 1910).
  - Hephaestus jenkinsi (Whitley 1945).
  - Hephaestus komaensis Allen & Jebb, 1993.
  - Hephaestus lineatus Allen, 1984.
  - Hephaestus obtusifrons (Mees & Kailola, 1977).
  - Hephaestus raymondi (Mees & Kailola, 1977).
  - Hephaestus roemeri (Weber, 1910).
  - Hephaestus transmontanus (Mees & Kailola, 1977).
  - Hephaestus trimaculatus (Macleay, 1883).
  - Hephaestus tulliensis De Vis, 1884.
- Lagusia
  - Lagusia micracanthus (Bleeker, 1860).
- LeiopotheraponLeiopotherapon plumbeus

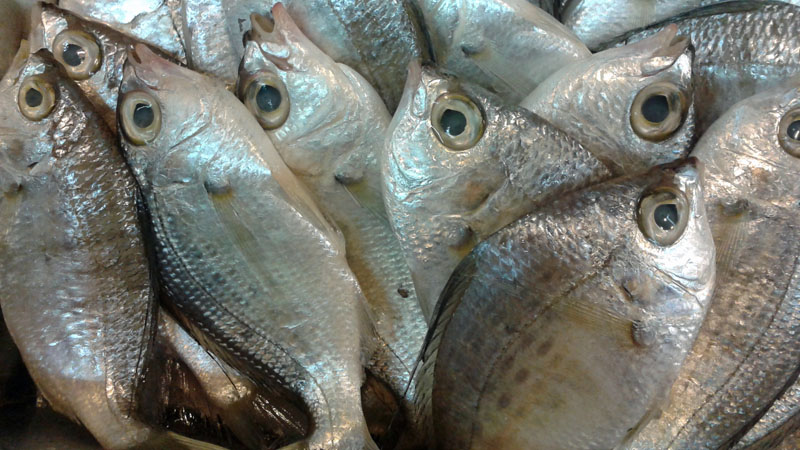
Leiopotherapon plumbeus

  - Leiopotherapon aheneus (Mees, 1963).
  - Leiopotherapon macrolepis Vari, 1978.
  - Leiopotherapon plumbeus (Kner, 1864).
  - Leiopotherapon unicolor (Günther, 1859).
- MesopristesMesopristes argenteus

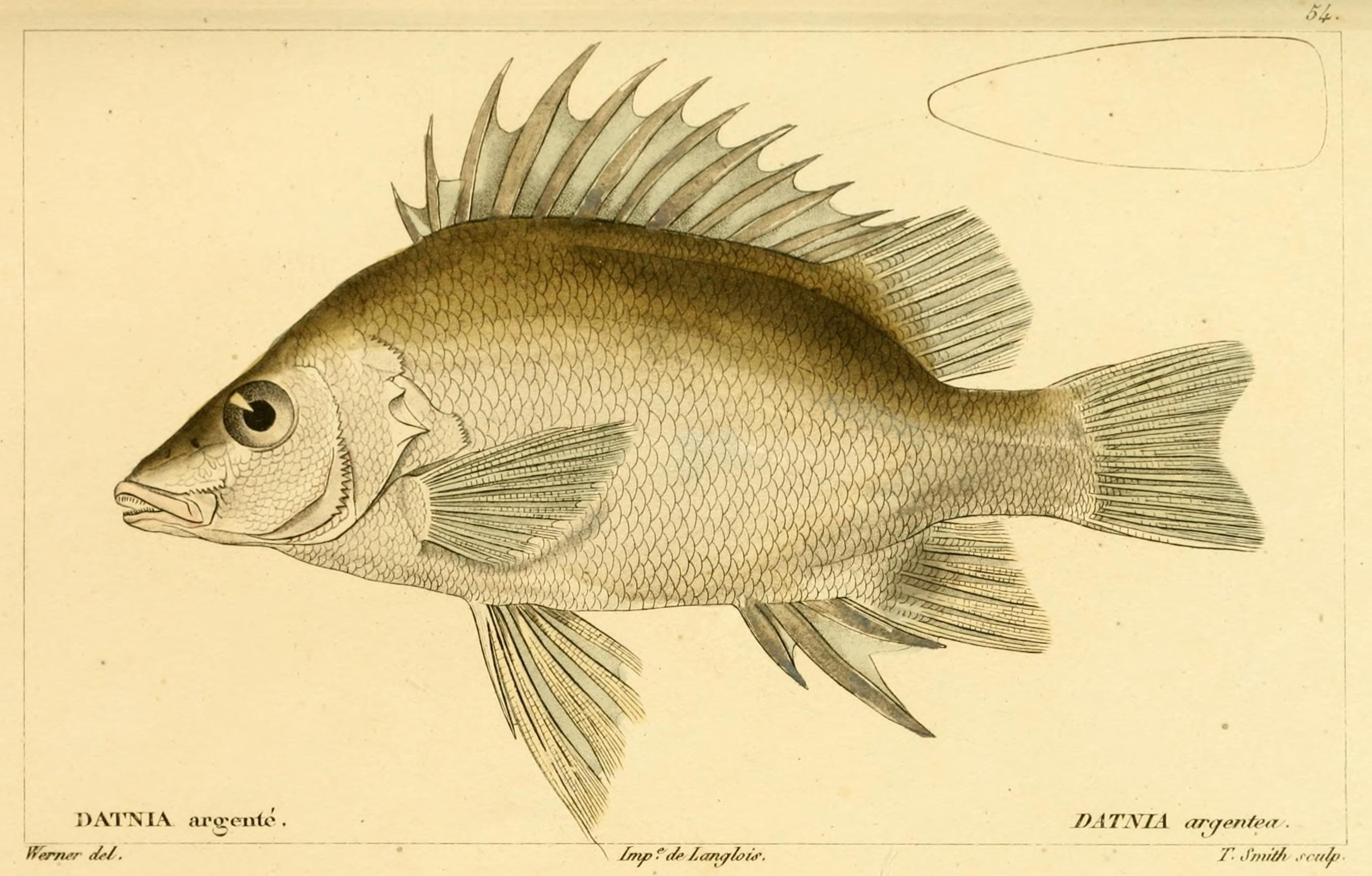
Mesopristes argenteus

  - Mesopristes argenteus (De vis, 1884).
  - Mesopristes cancellatus (Cuvier, 1829).
  - Mesopristes elongatus (Guichenot, 1866).
  - Mesopristes iravi Yoshino, Yoshigou & Senou, 2002.
  - Mesopristes kneri (Bleeker, 1876).
- PelatesPelates octolineatus

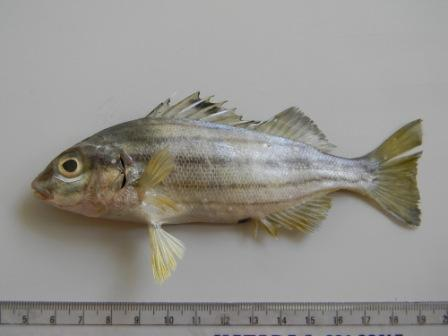
Pelates octolineatus

  - Pelates octolineatus (Jenyns, 1840).
  - Pelates qinglanensis (Sun, 1991).
  - Pelates quadrilineatus (Bloch, 1790).
- Pelsartia
  - Pelsartia humeralis (Ogilby, 1899).
- Pingalla
  - Pingalla gilberti Whitley, 1955.
  - Pingalla lorentzi (Weber, 1910).
  - Pingalla midgleyi Allen & Merrick, 1984.

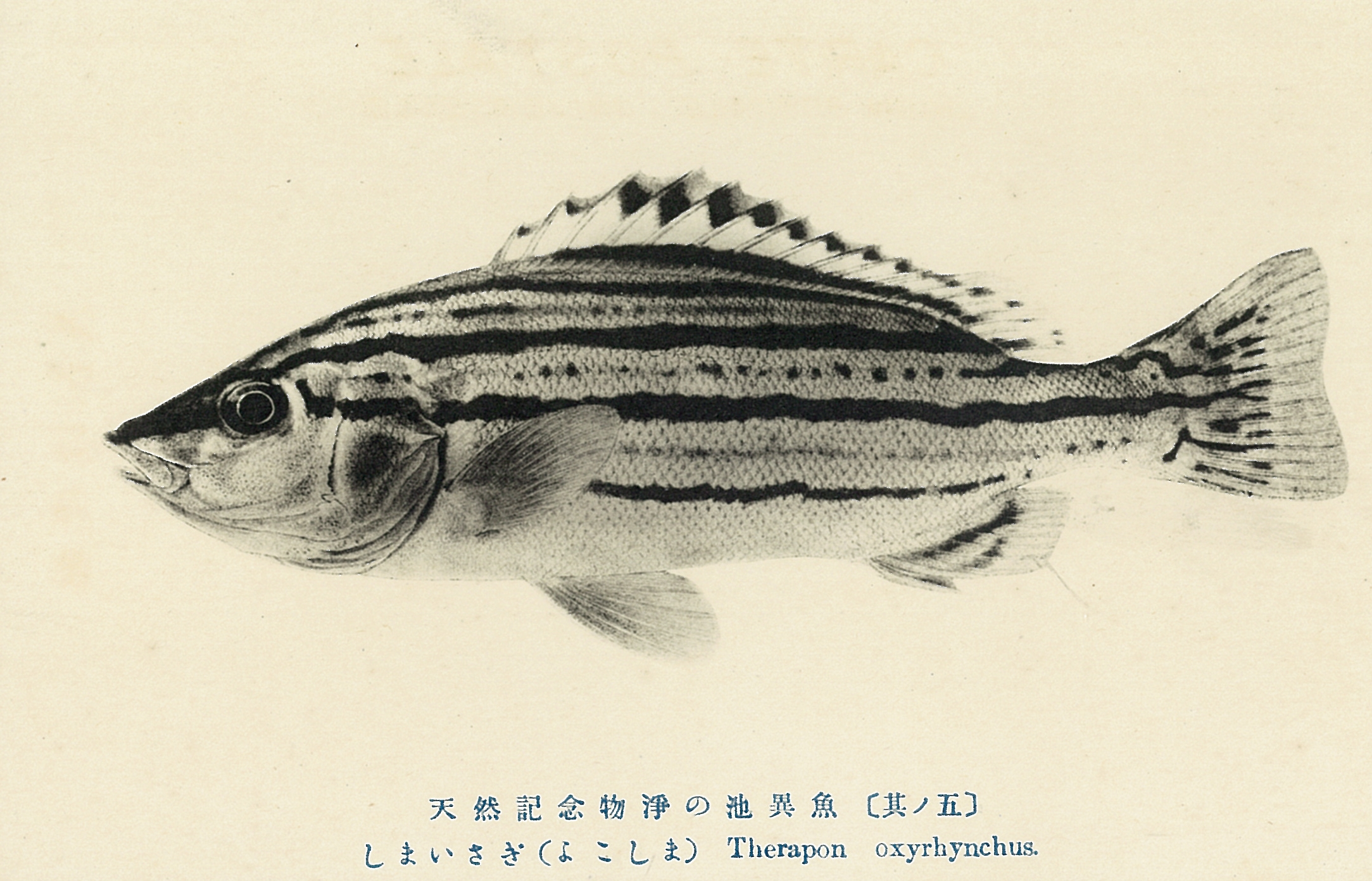
Rhynchopelates oxyrhynchus

- RhynchopelatesRhynchopelates oxyrhynchus
  - Rhynchopelates oxyrhynchus (Temminck & Schlegel, 1842).
- ScortumScortum hillii

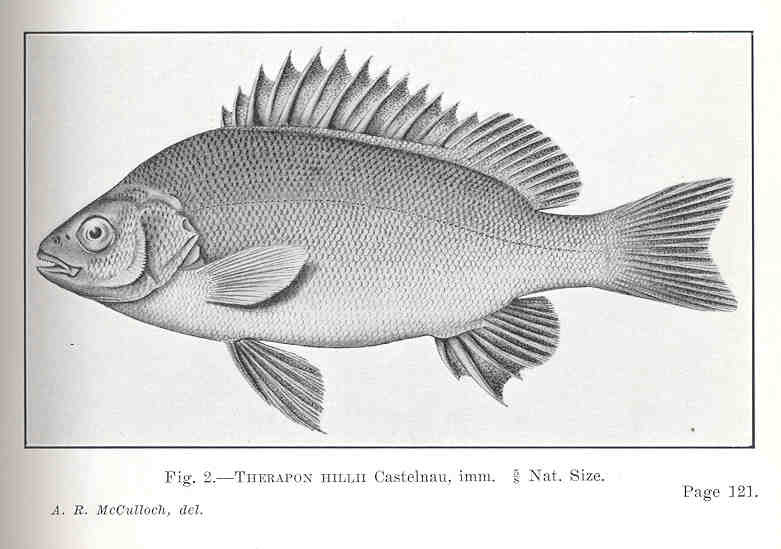
Scortum hillii

  - Scortum barcoo (McCulloch & Waite, 1917).
  - Scortum hillii (Castelnau, 1878).
  - Scortum neili Allen, Larson & Midgley 1993.
  - Scortum parviceps (Macleay, 1883).
- Syncomistes[4]
  - Syncomistes bonapartensis Shelley et al., 2017.
  - Syncomistes butleri Vari, 1978.
  - Syncomistes carcharus Shelley et al., 2017.
  - Syncomistes dilliensis Shelley et al., 2017.
  - Syncomistes holsworth Shelley et al., 2017.
  - Syncomistes kimberleyensis Vari, 1978.
  - Syncomistes moranensis Shelley et al., 2017.
  - Syncomistes rastellus Vari & Hutchins, 1978.
  - Syncomistes trigonicus Vari, 1978.
  - Syncomistes versicolor Shelley et al., 2017.
  - Syncomistes wunambal Shelley et al., 2017.
- Terapon
  - Terapon jarbua (Forsskål, 1775).
  - Terapon puta (Cuvier, 1829).
  - Terapon theraps (Cuvier, 1829).
- Variichthys
  - Variichthys jamoerensis (Mees, 1971).
  - Variichthys lacustris (Mees & Kailola, 1977).

Etwa 40 der beschriebenen Arten und 13 Gattungen kommen in australischen Gewässern vor. Die zahlreichen Arten entwickelten sich unter anderem durch die öfter stattfindenden Schwankungen des Meeresspiegels und die damit verbundenen Isolierungen einzelner Populationen (Allopatrische Artbildung) während der Kaltzeiten und Warmzeiten im Pliozän und Pleistozän.